# Христіян-Северін Лонгомонтан
Християн-Северин Лонгомонтан (дан. Christen Sørensen Lomborg, свої публікації підписував: лат. Christian-Severin Longomontanus, 1564—1647) — данський математик та астроном, найближчий учень й помічник Тихо Браге.
Після смерті свого вчителя залишився в Празі разом з Кеплером, але незабаром посварився з останнім й повернувся до Данії, де згодом став професором математики у Копенгагені.
З наукових праць Лонгомонтана особливо популярною є «Astronomia Danica» (1622), в якій детально викладена тихонічна система світу. Однак, на відміну від свого учителя, Лонгомонтан вважав, що Земля не є абсолютно нерухомою, а обертається навколо своєї осі за період одну добу.

## Епоніми
На честь астронома названо кратер Лонгомонтан.

## Основні праці

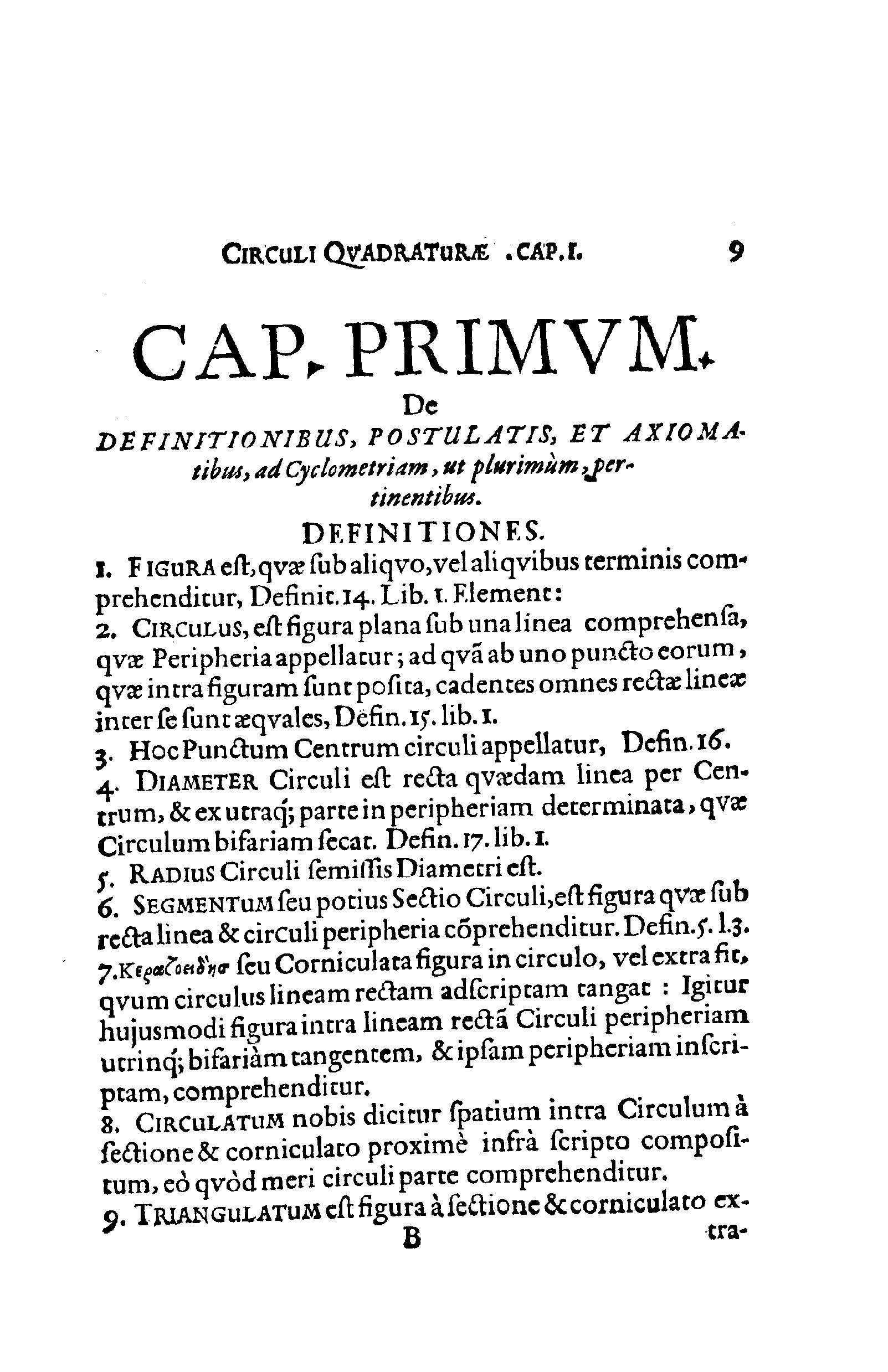
Inventio quadraturae circuli, 1634

Його основні роботи в галузі математики та астрономії були:
- Systemalis Mathematici, etc. (1611)
- Cyclometria e Lunulis reciproce demonstrata, etc. (1612)
- Disputatio de Eclipsibus (1616)
- Astronomia Danica, etc. (1622)
- Disputationes quatuor Astrologicae (1622)
- Pentas Problematum Philosophae (1623)
- De Chronoiabio Historico, seu de Tempore Dispulatsones tres (1627)
- Geometriae quaesita XIII. de Cyclometria rabionali et vera (1631)
- Inventio Quadraturae Circuli (1634)
- Disputatio de Matheseos Indole (1636)
- Coronis Problematica ex Mysteriis trium Numerorum (1637)
- Problemata duo Goemetrica (1638)
- Problema contra Paulum Guidinum de Circuli Mensura (1638)
- Introductio in Theatrum Astronomicum (1639)
- Rotundi in Piano, etc. (1644)
- Admiranda Operatio trium Numerorum 6, 7, 8, etc. (1645)
- Caput tertium Libri primi de absoluta Mensura Rotundi plani, etc. (1646)